# Khướu Ngọc Linh
Khướu Ngọc Linh (danh pháp hai phần: Trochalopteron ngoclinhense) là một loài chim trong họ Kim oanh (Leiothrichidae). Nó là loài đặc hữu của khu vực cao nguyên Kon Tum của Việt Nam (núi Ngọc Linh, núi Ngọc Boc và khu vực cận kề), nhưng có thể có tại khu vực Attapu và Xekong ở Lào. Tại dãy núi Ngọc Linh, đã ghi nhận các quần thể khướu Ngọc Linh trong các khu bảo tồn thiên nhiên Ngọc Linh (Kon Tum) và Ngọc Linh (Quảng Nam).
Môi trường sinh sống tự nhiên của nó là các khu vực miền núi nhiệt đới và cận nhiệt đới ẩm ướt. Các quần thể khướu Ngọc Linh quan sát được đều ở độ cao 2.000 m đến 2.200 m. Theo đánh giá của IUCN năm 1999, khu vực cư trú của loài này ước tính chỉ khoảng 150 km². Loài chim này đang bị đe dọa do mất môi trường sống. Quần thể hiện tại theo IUCN ước tính chỉ khoảng 1.000-2.499 con và đang có xu hướng giảm dần.